# São Miguel Futsal
O São Miguel Futsal, conhecido apenas como São Miguel, é um clube de futebol de salão profissional, brasileiro, baseado na cidade de São Miguel do Iguaçu, na região Oeste do estado do Paraná. O time ficou licenciado de suas atividades profissionais entre o ano de 2011 até 2017, retornando ás atividades em 2018.
Fundado em 1991, suas cores são o amarelo e o azul, sendo o primeiro uniforme com camisas calções e meias amarelas, e o segundo com todas as partes em azul. O local de mando de jogos é o Ginásio de Esportes Joelson Marcelino, que tem capacidade para 4.500 espectadores. Suas rivalidades são com o Foz Futsal, a Copagril e o Cascavel Futsal Clube, três equipes pertencentes a região Oeste.
O amarelinho, como ficou conhecido a agremiação, teve destaque entre o final de década de 1990 e na década de 2000, quando conquistou o tricampeonato paranaense, em 1998, 1999 e 2000, e posteriormente em 2002, se tornou tetra. Sendo ainda vice-campeão em 2001, 2004 e 2009.
Em 2012 o amarelinho sofreu com a falta de patrocínios, provocando seu licenciamento das competições oficiais, retornando somente em 2018.
Atualmente o São Miguel Futsal participa do Campeonato Paranaense de Futsal - Primeira Divisão (Chave Ouro) Campeonato Paranaense de Futsal (chave ouro).

## Títulos
| ESTADUAIS | ESTADUAIS                                         | ESTADUAIS | ESTADUAIS | ESTADUAIS               |  |  |
|           | Competição                                        |           | Títulos   | Temporadas              |  |  |
| --------- | ------------------------------------------------- | --------- | --------- | ----------------------- |  |  |
|           | Campeonato Paranaense - Chave Ouro                |           | 4         | 1998, 1999, 2000 e 2002 |  |  |
|           | Campeonato Paranaense de Futsal - Segunda Divisão |           | 1         | 2022                    |  |  |
|           | Jogos Abertos do Paraná                           |           | 4         | 1998, 1999, 2000 e 2001 |  |  |
|           | REGIONAIS                                         |           |           |                         |  |  |
|           | Liga Sul de Futsal                                |           | 1         | 2005                    |  |  |

### Campanhas de destaque
- Vice-Campeão do Campeonato Paranaense de Futsal Chave Ouro: 2001, 2004 e 2009

Também é o Atual Campeão Paranaense da Chave Prata 2022. (Chave Prata). 